# Memories (Mr. Rain)
Memories è il primo album in studio del cantautore italiano Mr. Rain, autoprodotto pubblicato il 12 maggio 2015.

## Descrizione
Il disco si compone di quindici brani e una versione acustica del singolo Tutto quello che ho e presentano testi di carattere autobiografico, che narrano eventi realmente accaduti durante la vita del rapper.
Il 7 maggio 2016 è stata presentata una seconda versione digitale dell'album, caratterizzata dall'assenza dei brani Carillon e Tutto quello che ho, resi disponibili separatamente.

## Tracce
1. Intro – 0:48
2. Memories – 3:05
3. The Way You Do (feat. Valentina Tioli) – 3:15
4. Honey – 3:40
5. I'm a Devil (feat. C Moe) – 3:00
6. Tutto quello che ho – 3:25
7. Grazie a me – 3:40
8. Talent Show (feat. Galup) – 3:00
9. Monday (Skit) – 0:47
10. Ti amo ma – 3:27
11. Merry Christmas (feat. Galup) – 3:06
12. New Bitch – 3:18
13. Carillon – 3:27
14. Outro – 1:05
15. Night Club (DNB) – 3:16
16. Tutto quello che ho (Acoustic Version) – 3:06